# Wiliame Katonivere
Ratu Wiliame Katonivere (Suva, 20 de abril de 1964) es un político fiyiano que desde el 12 de noviembre de 2021 hasta el 12 de noviembre de 2024 se desempeñó como el 6° presidente de la República de Fiyi.

## Biografía
Katonivere nació el 20 de abril de 1964 en el Colonial War Memorial Hospital en Suva, siendo el más joven de siete hermanos. Asistió a la Draiba Fijian School antes de continuar su educación secundaria en el Bua College. Está casado con Filomena Katonivere y tienen dos hijos y tres nietos.
Ha sido jefe de la provincia de Macuata desde 2013, sucediendo a su hermano mayor Aisea Katonivere, y anteriormente participó en iniciativas de conservación del Arrecife Cakaulevu.
Katonivere ha sido presidente del Pine Group of Companies de 2020 a 2021, que incluye a la Fiji Pine Limited, la Tropik Wood Industries Limited y la Tropik Wood Products Limited. También es miembro de la junta de los aeropuertos de Fiji, la Fiji Sugar Corporation y Rewa Rice Ltd.
El primer ministro Frank Bainimarama nominó a Katonivere para presidente de la República de Fiji el 21 de octubre de 2021. El Parlamento se reunió al día siguiente para votar sobre la presidencia. Katonivere obtuvo 28 votos derrotando a su contendiente del Partido Liberal Socialdemócrata, la diputada Teimumu Kepa. Antes de convertirse en presidente, Katonivere renunció a todos los puestos directivos que ocupaba anteriormente.
Katonivere prestó juramento como sexto presidente de Fiji el 12 de noviembre de 2021, sucediendo a George Konrote. A los 57 años, fue la persona más joven en haber asumido el cargo.